# ری جانستون (بازیکن فوتبال انگلستان)
ری جانستون (انگلیسی: Ray Johnston؛ زادهٔ ۵ مهٔ ۱۹۸۱) بازیکن فوتبال اهل بریتانیا است.
از باشگاه‌هایی که در آن بازی کرده‌است می‌توان به باشگاه فوتبال تیورتون تاون، باشگاه فوتبال بریستول راورز، باشگاه فوتبال وستون سوپر مار، باشگاه فوتبال فروم تاون، باشگاه فوتبال گلاستر سیتی، باشگاه فوتبال بث سیتی، و باشگاه فوتبال کلیودون پارک اشاره کرد.
وی همچنین در تیم ملی فوتبال England U-15 بازی کرده‌است.